# Batalla de El Jobito
La Batalla de El Jobito fue un suceso bélico que tuvo lugar el 13 de mayo de 1895 en la Provincia de Oriente de Cuba, en el contexto de la Guerra Necesaria (1895-1898).

## Antecedentes históricos
Ni la Guerra de los Diez Años (1868-1878), ni la Guerra Chiquita (1879-1880), habían logrado conseguir el objetivo principal que se habían propuesto quienes las iniciaron: La independencia total y definitiva de la isla de Cuba de su potencia colonial, España.
Entre 1880 y 1895, Cuba se adentra en el período de su historia que ha pasado a ser conocido como la Tregua Fecunda, también conocido como el “Reposo turbulento”, pues fue una época de relativa paz y prosperidad económica en la colonia, aunque matizada por levantamientos e insurrecciones intermitentes, que no lograron consolidarse lo suficiente como para ser considerados como nuevas guerras de independencia.

## Contexto histórico
Una vez iniciada la década de 1890, los cubanos exiliados o emigrados, en su mayoría establecidos en los Estados Unidos, comienzan a agruparse en torno a la figura, cada vez más prominente, de José Martí.
En dicho contexto, se funda el Partido Revolucionario Cubano (PRC), el 10 de abril de 1892, como partido único que agrupaba a todos los cubanos y no-cubanos que deseaban la independencia total de Cuba, con el objetivo adicional de auxiliar también la de Puerto Rico.
Con Martí como Delegado (Jefe) del Partido, se decide nombrar a los generales Máximo Gómez y Antonio Maceo, como jefes primero y segundo, respectivamente, de la futura tercera guerra de independencia cubana que se estaba planeando. Esto ocurrió en 1893.
Ya para finales de 1894, todas las condiciones materiales y organizativas parecían estar bien preparadas, tanto dentro como fuera de la isla, para dar inicio a la nueva guerra. Sin embargo, el fracaso del Plan de la Fernandina, supuso un serio contratiempo para los planes independentistas cubanos.
No obstante, se decidió comenzar la guerra, con o sin condiciones propicias, el domingo 24 de febrero de 1895, un día de carnavales y fiestas populares, para sorprender desprevenidas a las autoridades coloniales españolas y facilitar el inicio de la contienda. Varios de los alzamientos planificados fracasaron, resultando en la muerte o captura de algunos jefes importantes.
Sin embargo, la guerra continuó, con el éxito de los alzamientos en las provincias de Oriente y Las Villas, pero no empezó a tomar verdadera fuerza, hasta los desembarcos de los Hermanos Maceo, Martí y Gómez en el mes de abril. Luego de muchos avatares, los Maceo, Martí y Gómez, junto a otros jefes desembarcados, lograron asumir el mando de las tropas mambisas, que cada día se iban haciendo más numerosas con la incorporación de veteranos y de nuevos reclutas.
En este contexto, dieron inicio la Primera Campaña Oriental, en los primeros días de mayo de 1895 y la Campaña Circular, en junio del mismo año. La primera, comandada por el Lugarteniente General Antonio Maceo y la segunda por el Generalísimo Máximo Gómez. La Batalla de El Jobito, tuvo lugar el 13 de mayo de 1895, como parte de la Primera Campaña Oriental, comandada por Maceo.

## Batalla
En la Finca “El Jobito”, al noroeste de Guantánamo, fuerzas al mando del General Antonio Maceo enfrentaron una columna de más de 500 enemigos. Las tropas de Maceo, con sus respectivos jefes, los coroneles Joaquín Planas y Victoriano Garzón, el Mayor general José Maceo y el Brigadier Pedro Agustín Pérez, acamparon desde la noche antes en los alrededores, mientras que las del General Antonio, su escolta y la caballería del Coronel Jesús Rabí, lo hacían en la Finca “Chapala”.
Al amanecer, las avanzadas mambisas accionaron contra la vanguardia hispana en la Cañada de Arroyo Naranjo. El enemigo avanzó hacia el campamento de José Maceo y ocupó las alturas, aunque fueron rechazados. El General José se lanzó contra el grueso de la tropa, aún en camino, mientras el General Antonio colocaba sus fuerzas en posición de herradura, lo que le permitió atacar a la vez por el frente y por los flancos del enemigo, mientras el Brigadier “Periquito” Pérez cerraba la retirada.
El jefe español había muerto y el combate duraba ya casi siete horas sin que los peninsulares pudieran romper el cerco, cuando llegaron las guerrillas del Guaso y las escuadras de Guantánamo. Los cubanos reconocían el monto del refuerzo y abrieron el cerco sin dejar de hostilizar al adversario. Maceo intentó cabalgar con la caballería de Rabí, pero el enemigo se retiró hasta Guantánamo con gran cantidad de muertos y heridos.

## Consecuencias
La victoria de esta importante batalla tuvo como consecuencia la rápida consolidación de las fuerzas cubanas en la guerra que se iniciaba, así como la consecución de importantes victorias militares, la incorporación de gran cantidad de combatientes a las filas mambisas y la obtención de nuevas armas y municiones.
Por otro lado, las fuerzas españolas, fuertemente golpeadas, tardarían dos meses en volver a atacar a las fuerzas cubanas. No sería hasta el 13 de julio de 1895, que sucedería la importante Batalla de Peralejo, que resultaría victoriosa también para los cubanos.